# Trigonopterus sarawakiensis
Trigonopterus sarawakiensis – gatunek chrząszcza z rodziny ryjkowcowatych i podrodziny krytoryjków.
Gatunek ten opisany został po raz pierwszy w 2022 roku przez Alexandra Riedela na łamach „ZooKeys”. Jako miejsce typowe wskazano górę Santubong na północ od Kuchingu w malezyjskim stanie Sarawak. Epitet gatunkowy pochodzi od miejsca typowego.
Chrząszcz o ciele długości od 2,3 do 2,6 mm, wysklepionym, w zarysie prawie jajowatym ze słabym przewężeniem między przedpleczem a pokrywami, ubarwionym czarno z jasnordzawymi czułkami oraz ciemnordzawymi odnóżami i pokrywami. Ryjek zaopatrzony jest w listewkę środkową i parę listewek przyśrodkowych zakończonych przy nasadach czułków. Epistom zaopatrzony jest w niewyraźną, prawie kanciastą listewkę. Przedplecze jest gęsto i grubo punktowane oraz mikrosiateczkowane. Pokrywy mają rzędy z grubymi punktami i nieco żeberkowate międzyrzędy. Wszystkie uda mają słabo karbowane listewki przednio-brzuszne, a te przednie u nasady także lekko ząbkowane listewki tylno-brzuszne. Tylna para odnóży ma na udach przedwierzchołkową łatkę strydulacyjną. Golenie mają przed nasadami tępo zagięte kątowo krawędzie grzbietowe. Genitalia samca mają prącie o prawie równoległych bokach, rombowatym sklerycie przy ujściu, cęgowatych sklerytach pośrodku i niemal kanciastym wierzchołku, kolcowaty aparat przenoszący oraz przewód wytryskowy z wyraźnym bulbusem.
Owad orientalny, endemiczny dla Borneo, znany tylko z dwóch stanowisk koło Kuchingu w stanie Sarawak. Spotykany na rzędnych od 200 do 400 m n.p.m.